# بخش نتچیسی
بخش نتچیسی (انگلیسی: Ntchisi District) یکی از بخش‌های کشور مالاوی است.
این بخش ۱٬۶۵۵ کیلومتر مربع مساحت و ۱۶۷٬۸۸۰ نفر جمعیت دارد و مرکز آن شهر نتچیسی می‌باشد.